# Nakajima Ki-201
Il Nakajima Ki-201 Karyu/Karyū (in giapponese 中島 キ-201 火龍, "Drago di fuoco") era un progetto di un caccia con motore jet sviluppato dall'azienda aeronautica giapponese Nakajima Hikōki KK nelle fasi finali della seconda guerra mondiale ma che non fu mai completato.

## Storia del progetto
Il progetto del Karyu inizio negli uffici della Nakajima nei primi del 1945 nell'applicare cosa si era appreso nella costruzione del Nakajima J9Y Kikka e nel converrtirlo dal progetto originario di bombardiere ad aereo da caccia. Il Kikka fu ispirato dal Messerschmitt Me 262 tedesco, ma le somiglianze con i due velivoli si limitarono alla configurazione generale. In altre mani, il progetto fu guidato da Iwao Shibuya che volle il Karyu molto più somigliante all'aereo tedesco, che aveva dimostrato di essere temibile in combattimento.
La Nakajima attirò l'interesse della Aviazione imperiale dell'esercito giapponese sull'aereo, abbastanza dall'avere una denominazione ufficiale ("Ki-201"), ma a quel punto, l'Aviazione militare aveva ormai deciso di continuare ad investire sul Mitsubishi J8M e sulla loro capacità di fermare gli attacchi dei B-29 Superfortress. Sembra inoltre che anche la  Marina imperiale si sia avvicinata ma non mostrò interesse.
Comunque, la Nakajima continuò la costruzione, anticipando i voli di prova entro il dicembre del 1945. Ai tempi della resa giapponese, molte fonti confermarono che i lavori sul prototipo non erano ancora cominciati.

## Versioni
Le versioni proposte per l'esercito giapponese del Nakajima Ki-201 Karyu come intercettore - equivalenti al Me 262 A-1a - e un cacciabombardiere - equivalente al Me 262 A-2a.
L'impianto motorio sarebbe stato il turbogetto Ishikawajima Ne-130 da 908 kgf o il turbogetto Ne-230 da 885 kgf.

## Utilizzatori
Giappone
- Dai-Nippon Teikoku Rikugun Kōkū Hombu
- Dai-Nippon Teikoku Kaigun Kōkū Hombu